# Йоргос Карагуніс
Йоргос Карагуніс (грец. Γιώργος Καραγκούνης), повне ім'я Георгіос Карагуніс (нар. 6 травня 1977; Піргос, Греція) — колишній грецький футболіст, півзахисник. У складі збірної Греції — чемпіон Європи 2004 року, автор першого голу на цьому турнірі.

## Спортивна кар'єра
Свою професійну футбольну кар'єру Йоргос Караґуніс почав у столичному «Панатінаїкосі», за юнацький склад якого грав у попередньому сезоні 1995–1996. Проте вже 1996 року перейшов в «Аполлон Смірніс», також афінський, але клуб другого національного дивізіону. Повернувшись до «Панатінаїкоса» за два сезони у 1998 році, Караґуніс став гравцем основи на наступні 5 років. За цей час він встиг забити команді «Манчестер Юнайтед» на домашньому стадіоні Олд Траффорді гол зі штрафного; зіграти з командою у чвертьфіналі Ліги чемпіонів УЄФА.

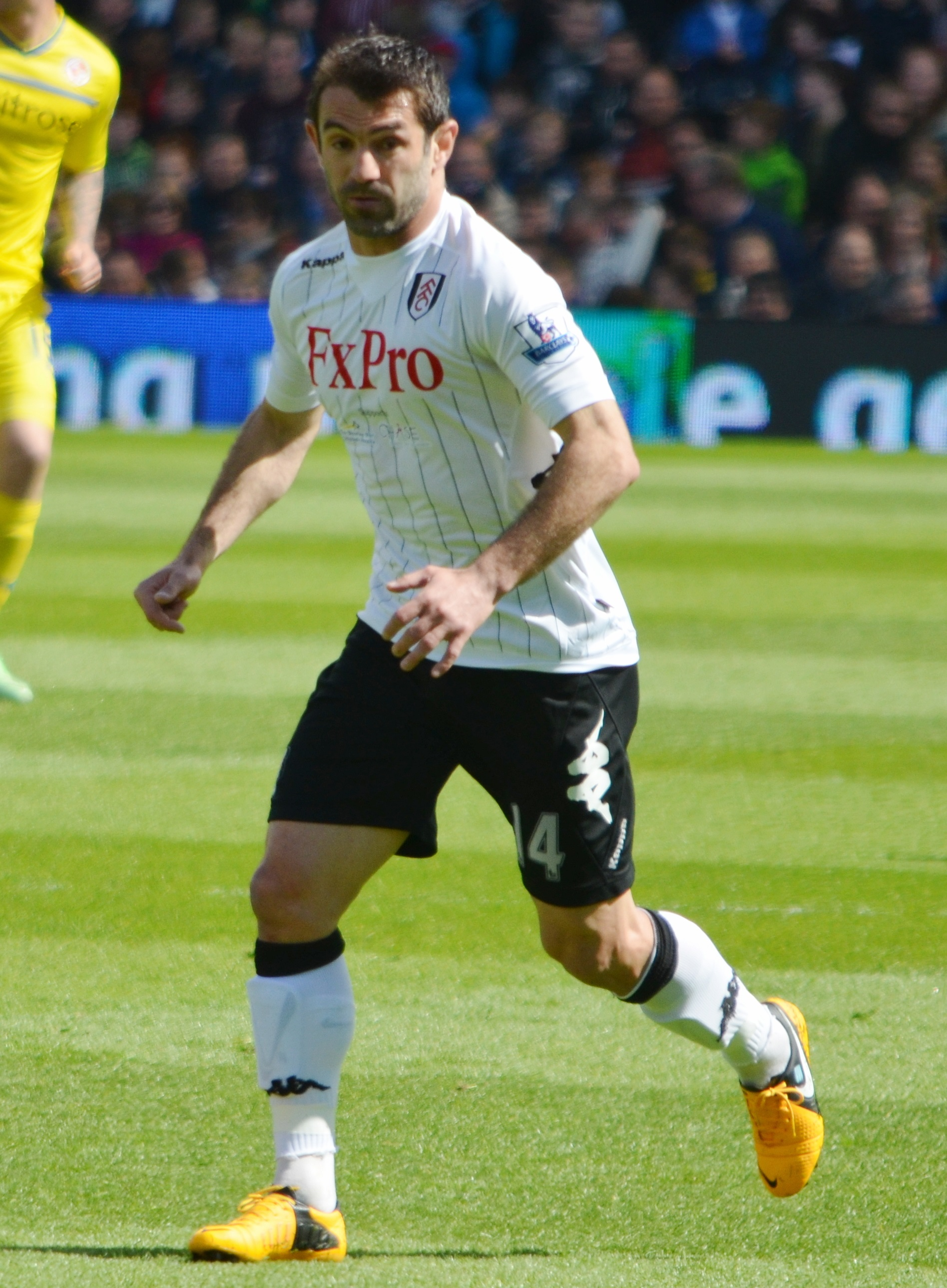
Йоргос Карагуніс під час виступів за «Фулгем». 4 травня 2013 року

2003 року Караґуніса придбав міланський «Інтернаціонале», але за два сезони футболіст зіграв небагато матчів. 2005 року Караґуніс перейшов у португальську «Бенфіку», у складі якої грав два сезони. На другий рік до Караґуніса в Бенфіці приєднався ще один грек — Костас Кацураніс. 2007 року гравець повернувся до «Панатінаїкоса», уклавши дворічний контракт. 2 вересня 2009 року він продовжив контракт ще на три роки до 2012 року.
Завершив кар'єру у англійському «Фулгемі», за який грав з літа 2012 року. 2014 року «дачники» вилетіли з Прем'єр-ліги, після чого Йоргос у віці 37 років завершив професійну кар'єру.

### Гра у збірній
Карагуніс був капітаном молодіжної збірної Греції, яка посіла друге місце 1998 року. 1999 року став гравцем основи національної збірної Греції і забив перший м'яч на Євро-2004 у ворота господарів португальців. Цей гол став 600-м в історії грецької збірної команди. Хоча у фіналі участі не брав через отримані жовті картки, повернувся додому разом зі збірною Чемпіоном Європи.
У вересні 2008 року напередодні кваліфікації Чемпіонату Європи у грі за «Інтернаціонале» в ході групового етапу Ліги чемпіонів отримав травму. Через це мав пропустити місяць, хоча головний тренер збірної Греції Отто Рехагель розраховував на Карагуніса у матчах відбіркового раунду з Молдовою та Швейцарією в жовтні. За два тижні до старту турніру отримав ще одну травму — коліна. Зрештою Рехагель включив Карагуніса в основу складу команди на Євро-2008.
У кваліфікації до Чемпіонату світу з футболу 2010 року в ПАР вперше вийшов на поле капітаном збірної у матчах групового раунду та обох плей-офф проти збірної України. Брав участь в усіх трьох матчах групового раунту світової першості, щоправда забитими м'ячами не відзначився. 8 жовтня 2010 року у матчі зі збірною Латвії кваліфікаційного раунду до Євро-2012 збірна Греції здобула перемогу 1:0 під проводом капітана Караґуніса; крім того ця гра стала 100-ю, зіграною за національну збірну, в кар'єрі футболіста.

## Титули і досягнення
- Володар Кубка Італії: 2004-05
- Чемпіон Греції: 2009-10
- Володар Кубка Греції: 2009-10
- Чемпіон Європи: 2004